# Esmond (Illinois)
Pour les articles homonymes, voir Esmond.
Esmond est communauté non-incorporée du comté de DeKalb dans l'Illinois.

## Géographie
Esmond se situe dans le Township de South Grove.

## Histoire
On y retrouve notamment l'Ashelford Hall (en), un ancien Men's Club aujourd'hui utilisé comme entrepôt. L'Ashelford Hall est inscrit au Registre national des lieux historiques depuis 1995 et a été érigé en 1925.

## Galerie

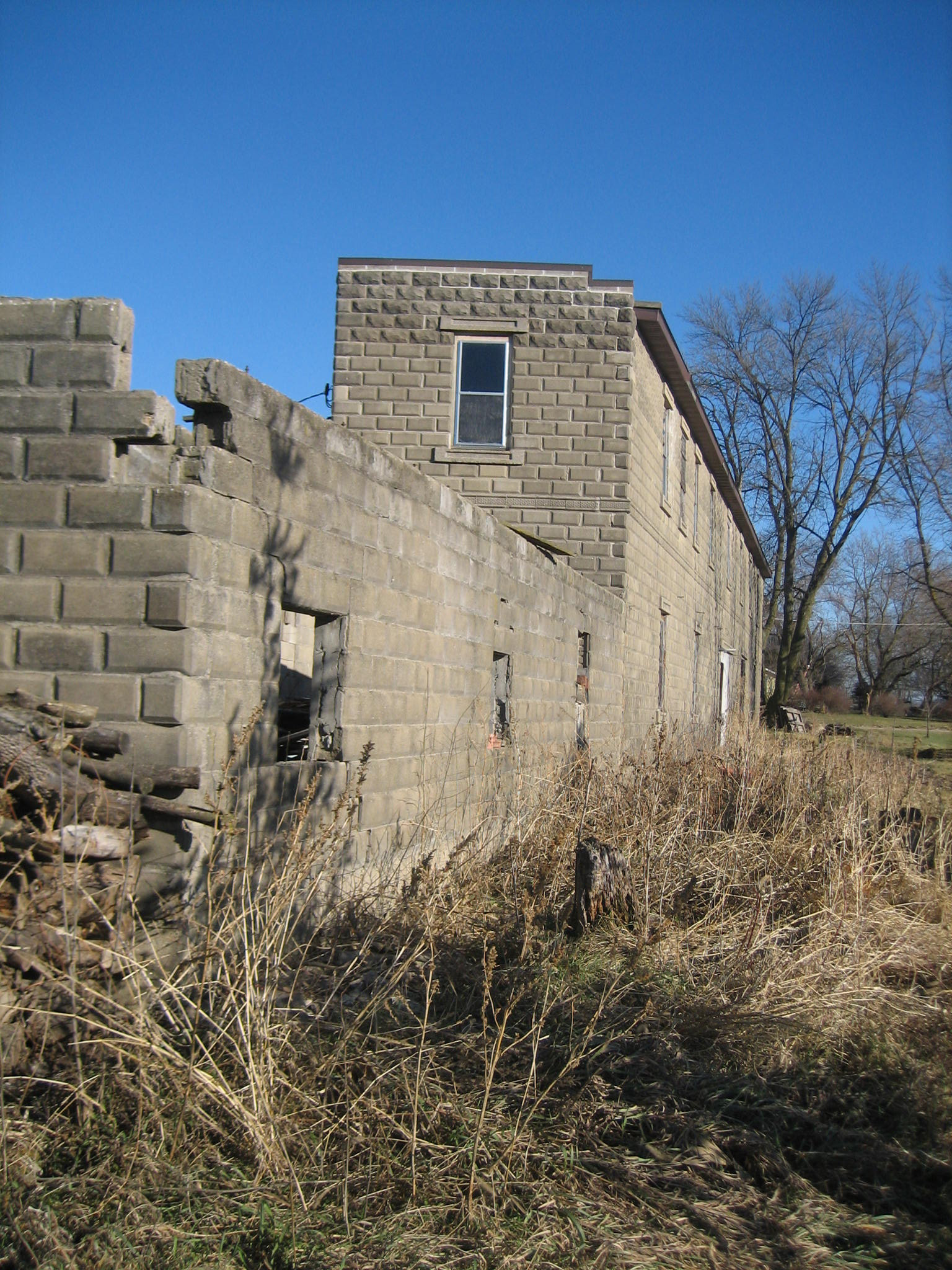
L'Ashelford Hall.